# Cena města Brna
Cena města Brna je ocenění udílené od roku 1993 osobnostem (či kolektivům), které spojily své působení se statutárním městem Brnem. Dříve, mezi lety 1946 a 1989, se jednalo o takzvanou Cenu osvobození města Brna. Politická reprezentace města udílí Ceny města Brna za významnou činnost či dílo, které obohatily jednu či více oblastí veřejného života a přispěly k posílení dobrého jména města Brna. Odborná i laická veřejnost navrhuje osobnosti Radě města Brna, která sestaví nominace a zastupitelstvo je po projednání schválí. Toto je seznam laureátů ceny:

## 1993
- PhDr. Miroslav Flodr, CSc.
- Petr Hrdlička
- prof. Ing. Miloslav Kučera, DrSc.
- Richard Novák
- Redakce a redakční rada Bulletinu Moravská galerie
- Natálie Romanová (vl. příjmení Achaladze)
- Soubor HaDivadla

## 1994
- Hana Černá
- prof. MUDr. Jan Peňáz
- Redakce a redakční rada Bulletinu Moravská galerie
- prof. Ing. arch. Ivan Ruller
- Soubor HA Divadla
- Ing. arch. Jan Velek
- Ing. arch. Irena Velková

## 1995
- Galerie ASPEKT, Brno, Údolní 13
- Doc. PhDr. Lubomír E. Havlík
- Hudební konzervatoř v Brně, Třída kpt. Jaroše 45
- prof. Josef Karlík
- Jan Rajlich, ak. malíř

## 1996
- PhDr. Eugenie Dufková
- Kantiléna
- prof. PhDr. Zdeněk Kožmín, CSc.
- Sylva Lacinová, ak. sochařka
- Doc. PhDr. Jan Sedlák, CSc.
- prof. PhDr. Bořivoj Srba, DrSc.
- RNDr. Martin Strnad
- JUDr. Jiří Vondráček

## 1997
- František Klempa – sport
- prof. PhDr. Jaroslav Malina, DrSc – společenské vědy
- Městské divadlo Brno – dramatické umění
- Ing. Věra Mikulášková – žurnalistika a publicistika
- Alois Mikulka – výtvarné umění
- Josef Suchý – literární činnost

## 1998
- prof. PhDr. Zdeněk Kudělka, CSc. – společenské vědy
- Karel Láznička – sport
- Rudi Lorenz – užité umění
- Jakub Nosek – žurnalistika a publicistika
- Josef Pančík – hudba
- prof. Vladimír Preclík – výtvarné umění
- Ing. arch. Viktor Rudiš – architektura a urbanismus
- prof. Peter Scherhaufer – dramatické umění
- Karel Tachovský – literární činnost

## 1999
- Pavel Blatný – hudba
- JUDr. Vladimír Čermák – společenské vědy
- akademik Armin Delong – technický pokrok
- prof. RNDr. Jiří Gaisler, DrSc. – přírodní vědy
- Anton Mészáros – sport
- doc. PhDr. Ivo Osolsobě – dramatické umění
- prof. Ing. Ivar Otruba, CSc. – architektura a urbanismus
- prof. Jindřich Svoboda – užité umění
- MUDr. Alena Štětková, CSc. – hospodářský rozvoj
- doc. ak. mal. Miroslav Štolfa – výtvarné umění
- Jan Trefulka – literární činnost
- Ing. Valtr Urbánek – žurnalistika a publicistika

## 2000
- Mgr. Milena Flodrová – žurnalistika a publicistika
- Ing. František Gale – hospodářský rozvoj
- prof. Ing. arch. Jiří Gřegorčík, CSc. – architektura a urbanismus
- Miloš Hynšt – dramatické umění
- Zoltán Kováč – sport
- Jiří Kratochvil – literární činnost
- prof. PhDr. Jaroslav Mezník – společenské vědy
- Miroslav Netík – výtvarné umění
- Ing. Bohumil Piller, DrSc. – technický pokrok
- prof. MUDr. Jan Šmarda, DrSc. – přírodní vědy
- prof. Alena Štěpánková-Veselá – hudba

## 2001
- Miroslava Figarová – dramatické umění
- PhDr. Bronislava Gabrielová – žurnalistika
- Ing. arch. Zdeněk Chlup – architektura a urbanismus
- prof. RNDr. Ivan Kolář, DrSc. – přírodní vědy
- Ing. Libor Martínek – hospodářský rozvoj
- Josef Musil – sport
- Mgr. Josef Pukl – hudba
- doc. Ing. arch. Jan Rajlich – užité umění
- prof. PhDr. Miloš Stehlík – společenské vědy
- Jiří Šindler – výtvarné umění
- prof. Pavel Švanda – literární činnost
- prof. Ing. Jiří Vaverka, DrSc. – technický pokrok

## 2002
- Jiří Daler – sport
- prof. PhDr. Adolf Erhart, DrSc. – společenské vědy
- prof. Alois Hajda – dramatické umění
- Ing. arch. Josef Němec, CSc. – architektura a urbanismus
- prof. Alois Piňos – hudba
- Ing. Tomáš Přibyl – žurnalistika a publicistika
- PhDr. Zdeněk Rotrekl – literární činnost
- prof. RNDr. Lumír Sommer, DrSc. – přírodní vědy
- Miroslav Šimorda – výtvarné umění
- Ing. Jiří Škrla – hospodářský rozvoj
- Inez Tuschnerová – užité umění

## 2003
- Vlastimil Bubník – sport
- Doc. Ing. Vratislav Chromý, CSc. – přírodní vědy
- Ing. arch. Zdeněk Janský – technický pokrok
- Mgr. Zdeněk Kaloč – dramatické umění
- Ing. arch. Zdeněk Lang – užité umění
- Vladimír Svoboda – výtvarné umění
- prof. PhDr. et MgA. Miloš Štědroň, CSc. – hudba
- prof. PhDr. Radoslav Večerka, DrSc. – společenské vědy
- Ing. Miroslav Weber, CSc. – hospodářský rozvoj

## 2004
- Jan Bobrovský – sport
- Design centrum ČR – užité umění
- Mgr. Jaromír Dufek – žurnalistika a publicistika
- prof. Dalibor Chatrný – výtvarné umění
- Ing. arch. Jan Chlup – architektura a urbanismus
- prof. Milan Kundera – literární činnost
- Masarykův onkologický ústav v Brně – přírodní vědy
- Frank J. Mikula – mezinárodní spolupráce města Brna
- Jiří Morávek – hospodářský rozvoj
- Muzeum města Brna – společenské vědy
- prof. Leonid Ochrymčuk – výchova a vzdělávání
- prof. Petr Oslzlý – dramatické umění
- prof. Adolf Sýkora – hudba

## 2005
- Státní filharmonie Brno – hudba
- Doc. Ing. arch. Jaroslav Drápal, CSc. – výchova a vzdělávání
- Zeno Kaprál – literární činnost
- Šárka Kašpárková – sport
- Zdeněk Macháček – výtvarné umění
- Ing. arch. Zdeněk Müller – architektura a urbanismus
- Ing. Theodora Müllerová – mezinárodní spolupráce města Brna
- PhDr. Karel Rechlík – užité umění
- prof. MUDr. Vladimír Smrčka, CSc. – přírodní vědy
- prof. Václav Věžník – dramatické umění

## 2006
- prof. PhDr. Antonín Bartoněk, DrSc. – společenské vědy
- doc. PhDr. Vladimír Bouzek, in memoriam – sport
- prof. Ing. Jiří Brauner – technický pokrok
- Valér Kováč – užité umění
- prof. MgA. Jiří Kratochvíl – hudba
- doc. Ladislav Lakomý – dramatické umění
- PhDr. Josef Smýkal – výchova a vzdělávání
- Hans Versnel – mezinárodní spolupráce města Brna
- Mgr. Josef Veselý – žurnalistika a publicistika
- prof. MUDr. Jan Wechsler, CSc. – přírodní vědy
- Vlastimil Zábranský – výtvarné umění

## 2007
- Miloš Budík – užité umění
- PhDr. Alena Gálová, in memoriam – výtvarné umění
- Dr. Michael Häupl – mezinárodní spolupráce města Brna
- Bohumil Hlaváček – žurnalistika a publicistika
- prof. Vladimír Podborský – výchova a vzdělávání
- prof. PhDr. Antonín Přidal – literární činnost
- Věra Růžičková – sport
- MUDr. Drahoslav Říčný, CSc. – přírodní vědy
- MgA. Jan Stanovský – hudba
- PhDr. Theodora Straková, CSc. – společenské vědy
- Eva Tálská – dramatické umění

## 2008
- PhDr. Jaroslav Dostalík – hudba
- Marie Filippovová – výtvarné umění
- Josef Masopust – sport
- Milan Michna – užité umění
- prof. PhDr. Ctibor Nečas, DrSc. – společenské vědy
- Jaromír Nečas – žurnalistika a publicistika
- Zuzana Nováková – literární činnost
- prof. Ing. František Pochylý, CSc. – technický pokrok
- Dr. Wolfgang Schuster – mezinárodní spolupráce města Brna
- doc. PhDr. Petr Spielmann, Dr.h.c. – výchova a vzdělávání
- prof. Ing. arch. Vladimír Šlapeta, DrSc. – architektura a urbanismus
- Jiřina Šlezingerová – dramatické umění

## 2009
- prof. František Derfler – dramatické umění
- Edmond Hervé – mezinárodní spolupráce města Brna
- Jaromír Hnilička – hudba
- prof. Ing. Jaroslav Janák (chemik), DrSc., Dr.h.c. – technický pokrok
- Jiří Kuběna – literární činnost
- Anna Kučerová, in memoriam – výchova a vzdělávání
- PhDr. Jiřina Medková – společenské vědy
- Eva Šlapanská – žurnalistika a publicistika
- Ing. arch. Petr Uhlíř – architektura a urbanismus
- doc. akad. mal. Petr Veselý – výtvarné umění
- akad. arch. Dušan Ždímal, in memoriam – užité umění

## 2010
- PhDr. Mgr. Jiří Beneš – hudba
- Mgr. Iloš Crhonek – architektura a urbanismus
- prof. MUDr. Jan Černý, CSc. – přírodní vědy
- PhDr. Olga Jeřábková – žurnalistika a publicistika
- Karel Kobosil – užité umění
- Vladimír Nadrchal – sport
- prof. Ladislav P. Novák, Ph.D. – mezinárodní spolupráce města Brna
- Boleslav Polívka – dramatické umění
- prof. Ing. Karel Rais, CSc., MBA – hospodářský rozvoj
- prof. PhDr. Vladimír Smékal, CSc. – výchova a vzdělávání
- doc. PhDr. Milan Uhde – literární činnost
- akademický sochař Miloš Vlček – výtvarné umění
- prof. PhDr. Pavel Zatloukal – společenské vědy

## 2011
- doc. Vladimír Drápal, akademický malíř a sochař – výtvarné umění
- Jiří Gruša, in memoriam – mezinárodní spolupráce města Brna
- Ing. arch. Antonín Hladík – architektura a urbanismus
- Jaroslav Jiřík, in memoriam – sport
- Erik Knirsch – hudba
- Erik Pardus, in memoriam – dramatické umění
- prof. MUDr. Ladislav Pilka, Dr.Sc. – přírodní vědy
- prof. Ing. Antonín Píštěk, CSc. – technický pokrok
- prof. PhDr. Miroslav Plešák – žurnalistika a publicistika
- PhDr. Kateřina Smutná – výchova a vzdělávání
- doc. PhDr. Karel Valoch, DrSc. – společenské vědy

## 2012
- Jiří Drlík – užité umění
- Ryszard Grobelny – mezinárodní spolupráce města Brna
- doc. Mgr. Jana Hlaváčková – dramatické umění
- Zdena Höhmová – výtvarné umění
- Josef Koláček – žurnalistika a publicistika
- PhDr. Viktor Kudělka – literární činnost
- Ing. Radan Květ, CSc. – přírodní vědy
- prof. PhDr. Ivo Možný, CSc. – společenské vědy
- Jindřich a Jan Pospíšilovi – sport
- prof. RNDr. Eduard Schmidt, CSc. – výchova a vzdělávání
- Mgr. Jan Slabák – hudba
- Ing. arch. Miroslav Spurný – architektura a urbanismus
- prof. Ing. Radimír Vrba, CSc. – technický pokrok

## 2013
- prof. MUDr. Ivan Čapov, CSc. – lékařské vědy a farmacie
- Petr Fiala – hudba
- RNDr. Jiří Grygar, CSc. – přírodní vědy
- prof. Ing. Jan Maxmilián Honzík, CSc. – technické vědy
- Burkhard Jung – mezinárodní spolupráce města Brna
- Jef (Josef) Kratochvil – výtvarné umění a design
- JUDr. Otakar Motejl, in memoriam – zásluhy o svobodu a demokracii
- prof. PhDr. Jana Nechutová, CSc. – společenské vědy
- Jiří Pecha – dramatické umění
- Jan Smolík – sport
- prof. PhDr. Milan Suchomel, CSc. – literární činnost a publicistika
- Ing. arch. Růžena Žertová – architektura a urbanismus

## 2014
- prof. PhDr. Václav Cejpek – dramatické umění
- Ing. arch. Iveta Černá – architektura a urbanismus
- prof. RNDr. Miloslav Druckmüller, CSc. – přírodní vědy
- prof. PhDr. Michal Charvát, CSc. – sport
- Magdalena Kožená – hudba
- Mgr. Zdeněk Křivka, in memoriam – zásluhy o svobodu a demokracii
- prof. PhDr. Rudolf Šrámek, CSc. – společenské vědy
- Dr. Fedinand Trauttmansdorff – mezinárodní spolupráce města Brna
- Woody Bohuslav Vašulka – výtvarné umění a design
- prof. Ing. Petr Vavřín, DrSc. – technické vědy
- prof. MUDr. Jiří Vorlíček, CSc. – lékařské vědy a farmacie
- PhDr. Vít Závodský – literární činnost a publicistika

## 2015
- prof. Dr. Daniela Hammer-Tugendhat a prof. Dr. Ivo Hammer – mezinárodní spolupráce města Brna
- RNDr. Oldřich Čapka – zásluhy o svobodu a demokracii
- prof. PhDr. Josef Kovalčuk – dramatické umění
- prof. RNDr. Hana Librová, CSc. – společenské vědy
- prof. RNDr. Ivana Márová, CSc. – technické vědy
- prof. RNDr. Pavel Prošek, CSc. – přírodní vědy
- Bc. Patricie Svobodová a Bc. Petr Svoboda – sport
- prof. MUDr. Danuše Táborská, DrSc. – lékařské vědy a farmacie
- PhDr. Jana Vránová – výtvarné umění a design
- PhDr. Zdena Zábranská – literární činnost a publicistika
- Evžen Zámečník – hudba

## 2016
- brig. gen. letectva v. v. Emil Boček – zásluhy o svobodu a demokracii
- prof. MUDr. Pavel Bravený, CSc. – lékařské vědy a farmacie
- Karol Divín – sport
- Jaroslav Erik Frič – literární činnost a publicistika
- prof. PhDr. Jindřich Höhm, CSc., in memoriam
- prof. RNDr. Ivan Holoubek, CSc. – přírodní vědy
- Zdeněk Kluka – hudba
- prof. Ing. arch. Ivan Koleček, SIA – architektura a urbanismus
- prof. PhDr. Jiří Munzar, CSc. – společenské vědy
- JUDr. Stanislav Sedláček, Ph.D. – mimořádný přínos městu Brnu
- Ing. Aleš Svoboda – technické vědy
- Jan Šimek – výtvarné umění a design
- Jana Šubrová – mezinárodní spolupráce města Brna

## 2017
- doc. PhDr. Alena Blažejovská – žurnalistika a publicistika
- PhDr. Antonín Dufek, Ph.D. – společenské vědy
- prof. RNDr. Radim Chmelík, Ph.D. – technické vědy
- Miroslav Kasáček – zásluhy o svobodu a demokracii
- Věra Lejsková – hudba
- prof. RNDr. Ing. Michal V. Marek, DrSc., dr. h. c. – přírodní vědy
- prof. Mgr. Zoja Mikotová – dramatické umění
- doc. JUDr. Petr Mrkývka, Ph.D. – mezinárodní spolupráce města Brna
- doc. Ing. arch. Jiří Oplatek – architektura a urbanismus
- Rudolf Potsch – sport
- prof. PhDr. Sylvie Richterová – literární činnost
- Jan Steklík, in memoriam – výtvarné umění a design
- Ladislav Vácha, in memoriam
- JUDr. Milada Váňová – mimořádný přínos městu Brnu
- prof. MUDr. Jiří Vítovec, CSc., FESC. – lékařské vědy a farmacie

## 2018
- MgA. Igor Ardašev – hudba
- Ing. arch. Aleš Burian – architektura a urbanismus
- doc. Dr. Ing. Jan Černocký – technické vědy
- Ing. Vladimír Filip – mimořádný přínos městu Brnu
- prof. RNDr. Josef Jančář, CSc. – přírodní vědy
- Jaroslav Jaroš, in memoriam
- doc. Dr. Jiří Hynek Kocman – výtvarné umění a design
- Ing. František Konvička – sport
- Sabina a Jan Kratochvilovi – zásluhy o svobodu a demokracii
- prof. MgA. Ivo Krobot – dramatické umění
- Ing. Luděk Navara – žurnalistika a publicistika
- prof. MUDr. Miroslav Souček, CSc. – lékařské vědy a farmacie
- prof. PhDr. Dušan Šlosar, CSc. – společenské vědy
- Kateřina Tučková – literární činnost
- nakladatelství Větrné mlýny, Petr Minařík a Pavel Řehořík – mezinárodní spolupráce města Brna

## 2019
Cenu za rok 2019 obdrželi:
- Josef Černý – sport
- doc. MUDr. Zdenka Hradečná, CSc., DrSc. – přírodní vědy
- Jan Chlup, in memoriam
- Božetěch Kostelka – zásluhy o svobodu a demokracii
- Ing. arch. Radko Květ – architektura a urbanismus
- Stanislav Moša – dramatické umění
- Boris Mysliveček – výtvarné umění a design
- doc. PhDr. Jiří Pernes, Dr. – společenské vědy
- Eva Pilarová – hudba
- Vít Slíva – literární činnost
- PhDr. Thomas Donaldson Sparling, B.A. – mezinárodní spolupráce města Brna
- prof. Ing. Petr Stehlík, CSc., dr. h. c. – technické vědy
- PhDr. Vlasta Svobodová, CSc., M.A. – žurnalistika a publicistika
- prof. MUDr. Jiří Vaněk, CSc. – lékařské vědy a farmacie
- Libor Zábranský – mimořádný přínos městu Brnu

## 2020
Cenu za rok 2020 obdrželi:
- Mojmír Bártek – hudba
- prof. PhDr. Jindřiška Bártová – žurnalistika a publicistika
- prof. RNDr. Jaroslav Cihlář, CSc. – technické vědy
- Miroslav Částek – dramatické umění
- Markus Dettenhofer, Ph.D. – mimořádný přínos městu Brnu
- Ing. Dr. František Gregor, CSc., dr. h. c. – přírodní vědy
- Simona Hradílková – zásluhy o svobodu a demokracii
- Ludvík Němec – literární činnost
- Jana Novotná, in memoriam
- Bc. Adam Ondra – sport
- prof. Ing. arch. Petr Pelčák – architektura a urbanismus
- Marie Plotěná – výtvarné umění a design
- prof. MUDr. Ivan Rektor, CSc., FANA, FCMA – lékařské vědy a farmacie
- prof. PhDr. Lubomír Slavíček, CSc. – společenské vědy
- Hanna Zakhari – mezinárodní spolupráce města Brna

## 2021
Cenu za rok 2021 obdrželi:
- prof. RNDr. Martin Černohorský, CSc. – přírodní vědy
- Ivana Hloužková – dramatické umění
- PhDr. Jiří Hlušička – společenské vědy
- prof. Ing. arch. Petr Hrůša – architektura a urbanismus
- doc. Ing. Peter Chudý, Ph.D., MBA – technické vědy
- Barbora Krejčíková – sport
- P. František Lízna, in memoriam
- Ing. Pavel Loutocký – mimořádný přínos městu Brnu
- František Mikš – žurnalistika a publicistika
- Ing. Jiří  Müller – zásluhy o svobodu a demokracii
- doc. JUDr. Petr Pithart, dr. h. c. – mezinárodní spolupráce města Brna
- Mgr. Ivan Sedláček – hudba
- Martin Stöhr – literární činnost
- prof. MUDr. Alexandra Šulcová-Kučerová, CSc, FCMA – lékařské vědy a farmacie
- Pavel Tasovský – výtvarné umění a design

## 2022
Cenu za rok 2022 obdrželi:
- prof. RNDr. Jiří Fajkus, CSc. – přírodní vědy
- Dr. Erich Hechtner – mezinárodní spolupráce města Brna
- Mgr. Vladimír Koudelka, in memoriam
- Jan Němec – literární činnost
- Zdeněk Pololáník – hudba
- Bc. Jiří Procházka – sport
- David Radok – dramatické umění
- prof. Liběna Rochová Svobodová – výtvarné umění a design
- PhDr. Bohumil Samek, in memoriam – společenské vědy
- prof. RNDr. Václav Suchý, DrSc., dr. h. c. – lékařské vědy a farmacie
- prof. RNDr. Tomáš Šikola, CSc. – technické vědy
- Mgr. et Mgr. Marek Vácha, Ph.D. – zásluhy o svobodu a demokracii
- Ing. arch. Zdeňka Vydrová – architektura a urbanismus
- prof. RNDr. Jiří Zlatuška, CSc. – mimořádný přínos městu Brnu

## 2023
Cenu za rok 2023 obdržely vybrané osoby ve 13 kategoriích:
- prof. RNDr. Josef Diblík, DrSc. – přírodní vědy
- Dr. Ing. Karel Ellinger – zásluhy o svobodu a demokracii
- PhDr. Mojmír Jeřábek, Ph.D. – mezinárodní spolupráce města Brna
- doc. MUDr. Tomáš Kára, Ph.D. – lékařské vědy a farmacie
- Jiří Lipták – sport
- Ing. Ilona Müllerová, DrSc. – technické vědy
- Jiří Netík – výtvarné umění a design
- Martin Reiner – literární činnost
- prof. PhDr. Jiří Sehnal, CSc. – hudba
- prof. PhDr. Jiří Trávníček, M.A. – společenské vědy
- Mgr. Jana Čipáková – žurnalistika a publicistika
- Ing. arch. Marek Jan Štěpán – architektura a urbanismus
- Ing. Karel Holomek, in memoriam – mimořádný přínos městu Brnu

## 2024
Cenu za rok 2024 obdrželi:
- Ing. Michal Urbánek, Ph.D. – technické vědy
- Mgr. Jiří Dušek, Ph.D. – přírodní vědy
- prof. MUDr. Jiří Veselý, CSc. – lékařské vědy a farmacie
- prof. PhDr. Dušan Uhlíř, CSc. – společenské vědy
- Ing. Zdeněk Sendler – architektura a urbanismus
- ak. mal. Pavel Dvorský – výtvarné umění a design
- Vladimír „Laďa“ Kerndl – hudba
- PhDr. Petr Váša – literární činnost
- Mgr. Luboš Mareček, Ph.D. – žurnalistika a publicistika
- Zdeněk Junák – dramatické umění
- Agáta Koupilová – sport
- Dennis Russell Davies – mezinárodní spolupráce města Brna
- MUDr. Renata Laxová in memoriam – zásluhy o svobodu a demokracii
- Mgr. Radka Vernerová – mimořádný přínos městu Brnu